# Ana Revenco
Ana Revenco (ur. 21 maja 1977 w Kiszyniowie) – mołdawska polityk pełniąca funkcję Ministra Spraw Wewnętrznych w rządzie Natalii Gavrility.